# 蹄形合跳蛛
蹄形合跳蛛（学名：Synagelides gambosa）为跳蛛科合跳蛛属的动物。在中国大陆，分布于湖南、广西等地。该物种的模式产地在湖南。